# Харрис, Люсия
Люсия (Люси) Харрис (англ. Lusia "Lucy" Harris, в замужестве Харрис-Стюарт, Harris-Stewart; 10 февраля 1955, Минтер-Сити, Миссисипи — 18 января 2022, Гринвуд, Миссисипи) — американская баскетболистка (центровая) и баскетбольный тренер, первая женщина, официально выбранная в драфте НБА (1977, под общим 137-м номером). Победительница Панамериканских игр (1975) и серебряный призёр Олимпийских игр (1976) в составе сборной США, трёхкратная чемпионка Ассоциации межвузовского спорта для женщин с командой Государственного университета Дельты. Первая обладательница Кубка Бродерика (1977), первая женщина-афроамериканка в списках Зала славы баскетбола (1992), член Зала спортивной славы Миссисипи (1990) и Зала славы женского баскетбола (1999).
Харрис посвящён документальный фильм «Королева баскетбола», получивший премию «Оскар» в 2022 году.

## Биография
Родилась в Минтер-Сити (Миссисипи) в 1955 году, седьмая из 11 детей Уильяма Харриса. Выросла на овощеводческой ферме близ реки Таллахатчи. В старших классах средней школы имени Аманды Элзи (Гринвуд, Миссисипи) была ведущим игроком школьной баскетбольной команды, трижды (в 1971—1973 годах) признавалась лучшим игроком конференции и дважды (в 1972 и 1973 годах) лучшим игроком штата. Окончила школу в 1973 году.
По окончании школы Харрис хотела поступать в Университет штата Миссисипи имени Алкорна, но в этом вузе на тот момент не было женской баскетбольной программы. В результате она продолжила учёбу в небольшом Государственном университете Дельты, где в 1973 году впервые с 1930-х годов создавалась баскетбольная сборная. Тренером команды стала Маргарет Уэйд — «мать женского студенческого баскетбола», будущий член Зала славы баскетбола. Харрис, единственная чернокожая девушка в команде вуза, быстро стала одной из её главных звёзд наряду с разыгрывающей Дебби Брок. Выступления женской сборной университета были намного популярнее игр мужской команды, и зал, вмещавший 4500 зрителей, на них обычно заполнялся до отказа. В свой второй сезон с командой Харрис выиграла все 28 матчей, в том числе принеся «Леди Стейтсмен» 32 очка и 16 подборов в финальной игре против трёхкратных чемпионок Ассоциации межвузовского спорта для женщин (AIAW) — колледжа Иммакулата из Пенсильвании, окончившемся со счётом 90:81. В следующем сезоне эти же две команды снова встретились в финале, где Харрис набрала 27 очков и сделала 18 подборов, обеспечив своему университету победу со счётом 69:64. В общей сложности за два сезона команда Харрис одержала 51 победу подряд. В сезоне 1976/1977 она завоевала с университетом третий подряд чемпионский титул, в среднем за игру набирая 32,1 очка и 15,2 подбора. Всего за четыре года выступлений за команду Государственного университета Дельты она выиграла 109 встреч при 6 поражениях, набрав 2981 очко (25,9 за игру), сделав 1662 подбора (14,4 за игру) и установив 15 рекордов вуза. Харрис трижды признавали самым ценным игроком баскетбольного турнира AIAW, столько же раз включали в символическую студенческую сборную США и по четыре раза — в символические сборные штата и конференции, а в свой заключительный год стала первой в истории обладательницей Кубка Бродерика — награды, присуждаемой лучшей спортсменке-студентке США.
Одновременно с выступлениями в AIAW Харрис представляла США в международных баскетбольных соревнованиях. В 1975 году она завоевала со сборной США чемпионское звание на Панамериканских играх в Мехико. На следующий год в Монреале она в составе сборной участвовала в первом женском баскетбольном турнире на Олимпийских играх и забросила первый мяч в истории женского олимпийского баскетбола. По итогам турнира Харрис стала лучшим бомбардиром американской команды, завоевавшей серебряные медали, уступив первое место сборной СССР, а также сделала больше всего подборов в сборной США (в среднем 15 очков и 7 подборов за игру).
В феврале 1977 года вышла замуж за Джорджа Стюарта. В том же году окончила университет со степенью бакалавра по здравоохранению, физическому воспитанию и активному досугу. По окончании университета Харрис стала первой в истории женщиной, официально выбранной в драфте НБА. Это произошло на драфте 1977 года. Она была выбрана в 7-м раунде клубом «Нью-Орлеан Джаз», опередив в драфте 33 мужчин. В прошлом уже был прецедент, когда в драфте НБА была выбрана женщина-баскетболистка (в 1969 году клуб «Сан-Франциско Уорриорз» выбрал Дениз Лонг), но в том случае НБА официально аннулировала выбор.
Харрис, однако, не появилась в тренировочном лагере «Нью-Орлеана». По одним данным, она считала, что выбор в драфте был не более чем рекламным трюком, по другим — к моменту начала тренировок баскетболистка была беременна (всего в браке с Джорджем Стюартом у неё родились четверо детей). Харрис короткое время в 1980 году играла в Женской профессиональной баскетбольной лиге за клуб «Хьюстон Эйнджелз», но затем вернулась в Государственный университет Дельты как консультант по поступлению. С 1980 года Харрис также была помощником главного тренера «Леди Стейтсмен». Эту должность она занимала до 1984 года, когда окончила учёбу на степень магистра педагогики в этом же вузе. В 1984—1986 годах была главным тренером женской сборной Южного университета Техаса. С 1986 года работала тренером в средних школах, в том числе до 1989 года тренировала команду девочек в своей родной школе имени Аманды Элзи.
В последние годы жизни Харрис-Стюарт страдала от биполярного расстройства и от общих проблем со здоровьем. Она умерла неожиданно в январе 2022 года у себя дома в Гринвуде (Миссисипи).

## Награды и звания
- Чемпионка Панамериканских игр (1975)
- Вице-чемпионка Олимпийских игр (1976)
- Трёхкратная чемпионка Ассоциации межвузовского спорта для женщин (AIAW)
- Трижды избиралась самым ценным игроком (AIAW) и включалась в символическую студенческую сборную США
- Обладатель Кубка Бродерика (1977)
- Член Зала спортивной славы Миссисипи (1990)[4]
- Член Зала славы баскетбола (1992), первая афроамериканка, включённая в его списки[2]
- Вошла в число первых членов Зала славы женского баскетбола[4] (1999[2])